# 海渡英祐
海渡 英祐（かいと えいすけ、1934年9月24日 -）は、日本の小説家・推理作家。日本推理作家協会現会員。本名広江純一。筆名は「成吉思汗＝源義経」（海を渡った英雄）にちなむ。

## 経歴
1934年、東京市（現東京都）目黒区に生まれる。少年時代を満洲で過ごし、1946年に引き揚げて青森市に居住。青森県立青森高等学校では寺山修司、沢田教一と同級生。東京大学法学部卒業後、推理小説家の高木彬光の『成吉思汗の秘密』執筆を手伝い、アルバイトで資料収集や原稿整理を助けたことから推理作家志望となる。
その後、初の自作小説『極東特派員』を1961年に刊行した。1967年には森鷗外やビスマルクなどを交え展開する殺人事件を描いた本格推理小説『伯林―一八八八年』で第13回江戸川乱歩賞を受賞する。そのときの乱歩賞の選考委員のひとりが高木彬光だった。その後の作家活動として創作した作品の内容傾向は本格、競馬、歴史推理小説や清水義範などらが得意とするユーモアミステリー小説の執筆など多くの種にわたっている。

## 文学賞受賞・候補歴
太字が受賞したもの
- 1967年 - 『伯林―一八八八年』で第13回江戸川乱歩賞受賞。
- 1969年 - 『影の座標』で第22回日本推理作家協会賞候補。
- 1975年 - 『おかしな死体ども』で第28回日本推理作家協会賞候補。
- 1978年 - 『燃えつきる日々』で第31回日本推理作家協会賞（長編部門）候補。

## 作品リスト

### 長編
- 『極東特派員』東都書房（1961年）のち徳間文庫
- 『爆風圏』東京文芸社（1961年）のち徳間文庫
- 『伯林―一八八八年』講談社（1967年）のち文庫 - 第13回江戸川乱歩賞受賞。
- 『影の座標』講談社（1968年）のち文庫
- 『無印の本命』立風書房（1970年）のち徳間文庫
- 『燃えつきる日々』講談社（1977年）のち徳間文庫
- 『白夜の密室 ペテルブルグ1901年』角川書店（1977年）のち徳間文庫
- 『霧の旅路』角川書店（1978年）のち徳間文庫
- 『積木の壁』実業之日本社 Joy novels （1981年）のち徳間文庫
- 『二十の二倍』双葉ノベルス（1981年）のち徳間文庫
- 『黎明に吼える』徳間ノベルス（1981年）
- 『咸臨丸風雲録 歴史ミステリー 福沢諭吉の推理』講談社ノベルス（1983年）
- 『出囃子が死を招く』光文社文庫（1992年）
- 『ターフの罠』日本文芸社 日文ノベルス （1995年）

### 短編集

#### 苦虫警部補・吉田茂
- 『おかしな死体ども 吉田警部補苦虫捕物帳』[注釈 1]徳間ノベルス（1974年）のち文庫 - 総理と同名の警部補が、佐藤・田中の両部下を従えドタバタする、海渡の代表的短編シリーズ。
  - 動き回る死体 - 110番通報で吉田が駆けつけると、発見者いわく通報してもどると死体が消えてしまったという。別の場所でも同じ被害者が通報後に消えた。
  - 浮気をする死体 - 寝室でアベック死体が発見される。しかし、発見者たちは女性のほうはさっき観た女性とは別人だと言う。また、向かいの家の女性は２人とは別の女性が出入りしたと証言する。
  - 酔っ払った死体 - 死体の周囲にはウイスキー瓶が６本転がっていた。うち「イーグル」という銘柄が３本で三ワシでダイイング・メッセージと吉田は三輪氏が怪しいと詰め寄る。
  - 気まぐれな死体 - ベッドの上の死体は黒の碁石を握りしめていた。和室の碁盤を見た関係者は盤面がおかしいと言い吉田はもう一つの碁石を発見する。
  - 仰天した死体 - 雨のなか古井戸の前に驚愕した女性の死体があった。家の中にも被害者に似せた人形があるがぐっしょり濡れていた。
  - 下痢をした死体 - 新鋭カメラマン殺人現場には女のハンドバッグと玄関にはロングブーツがあったが発見者は長い髪で赤い服の青年だった。近所の子供たちの証言でブーツの女が来てミニスカをめくったら怒られたという。吉田は彼が本当は女かまたは女装してきて、男装に着替えたのかと疑う。犯人がこぼした酒を拭くのにトイレットペーパーが大量に使用されており、バッグのティッシュを使おうとしない点から殺害者は女ではないと吉田は推理する。
  - 迷い込んだ死体 -  電機メーカーの資料室で全裸の華奢な男性が発見される。守衛は髪を染めた女性が入ったのを証言、女の服やハイヒールが隠されているのが発見。吉田は被害者は女装男子だと推理する。
  - 怪獣の好きな死体 - 死体は怪獣図鑑をダイイング・メッセージとして残していた。怪獣の着ぐるみの男が守衛や社員たちに目撃されている。
- 『ふざけた死体ども 吉田警部補苦虫捕物帳』徳間ノベルス（1977年）のち文庫 - 同じく第二短編集。
  - ケーキの好きな死体 - ルームシェアの二人の女。片方が顔にケーキをぶつけられた状態で死亡した。
  - ツキのない死体 - 麻雀好きの六人組。二抜けで負けが混んだ男が別室で死んでいた。
  - たいやきを喰った死体 - 女子大教授が毒殺された。死体は鯛焼きを掴み犯人を示しているらしい。
  - ふしだらな死体 - 昔ながらの下宿屋で揉み合う男女が目撃される。目撃者の女性が下宿人と当該の部屋に行くと何もない。ところが警察が踏み込むと押入れに住人ではない女の死体があった。
  - 隠れん坊する死体 - ホテルで例会をやる手品同好会。宴会のテーブルクロスをめくるとリーダー格の会員が死んでいた。
  - ゼツリンな死体 - 三人がクロロホルムで眠らされたあと鈍器で殴られた。しかし三人中二人が息を吹き返す。
  - 大喰らいの死体 - 元相撲取りの殺害現場には五人前の出前が平らげた状態で空っぽの丼や皿が残っていた。
  - ヘソまがりな死体 - 殺された画家は女性の絵に八の字ひげを書き加えていた。エラリー・クイーンの『ひげのある女の冒険』のパスティーシュ。ダイイング・メッセージは女装男子か。

#### 警視庁外事課・石塚利彦
- 『地獄への直行便』徳間ノベルス（1979年） - 外事課の刑事が世界各地で犯罪組織と対決する短編集。

#### 自惚れ調査員・早瀬邦彦
- 『美女が八人死体が七つ』徳間ノベルス（1978年） - 司法試験の万年落第生が探偵役を務める連作ミステリ。本作で起こる事件は全て美女絡み。

#### その他
- 『パドックの残影』立風書房（1974年）
- 『殺人ファンタジア 加藤刑事夢想捜査録』徳間ノベルス（1975年）※『死の国のアリス』に改題,集英社文庫
- 『海渡英祐自選短編傑作集』読売新聞社（1976年）※『突込んだ首』に改題、徳間文庫
- 『閉塞回路』立風書房（1976年）のち集英社文庫
- 『罠のなかの七人』立風書房（1976年）のち集英社文庫
- 『激流に生きる 歴史の中の異分子たち』角川書店（1980年）
- 『謀略の大地』徳間書店（1980年）のち文庫
- 『仮面の告発』集英社文庫（1982年）
- 『三つの部屋の九つの謎』徳間ノベルス（1983年）
- 『忍びよる影』光風社出版（1983年）のち徳間文庫
- 『事件は場所を選ばない』光風社ノベルス（1984年）のち徳間文庫
- 『次郎長開化事件簿』実業之日本社（1985年）のち徳間文庫
- 『趣味の犯罪 華麗な殺し ブランディ・ミステリー』徳間ノベルス（1985年）
- 『トラブル・ハニムーン 裏窓コンビ事件簿』双葉ノベルス（1985年）のち徳間文庫
- 『悪夢と恋人たち』徳間書店（1986年）
- 『喰いちがった結末』光文社文庫（1988年）
- 『辰五郎維新事件帖』徳間書店（1989年）※文庫版、大活字本は『新門辰五郎事件帖』に改題
- 『俥に乗った幽霊 探偵記者事件簿』光文社文庫（1992年）
- 『札差弥平治事件帖』徳間書店（1998年）幕末を舞台に素人目明しの札差を描く連作。

## 映像化作品

### テレビドラマ
TBS系
- 日立ファミリーステージ
  - 極東特派員（1961年10月17日、主演：林沖）

- 金曜ドラマ
  - 夢のあとに（1978年4月21日 - 6月30日、全11話、主演：石坂浩二、原作：燃えつきる日々）

フジテレビ・関西テレビ系
- 影を追いつめろ（1980年8月2日、主演：西郷輝彦）
- 乱歩賞作家サスペンス
  - 影を愛したわたし（1988年5月23日、主演：石田えり）
  - まだ眠らない 悪女が生まれた夜（1989年6月5日、主演：鳥越マリ）

テレビ朝日系
- 春の傑作推理劇場
  - ひねくれた殺人（1982年2月18日、主演：田村正和、原作：ひねくれた死（「罠のなかの七人」収録））

日本テレビ系
- 火曜サスペンス劇場
  - 霧の旅路（1983年7月12日、主演：秋野暢子）